# Rodniki (Kaliningrad, Selenogradsk)
Rodnicken (russisch Родники, deutsch Radnicken) ist ein Ort in der russischen Oblast Kaliningrad. Er gehört zur kommunalen Selbstverwaltungseinheit Stadtkreis Selenogradsk im Rajon Selenogradsk.

## Geographische Lage
Rodniki im Norden des Seljony les (Forst Grünhoff) liegt etwa zehn Kilometer südwestlich der Stadt Selenogradsk (Cranz) an der Kommunalstraße 27K-321 von Schumnoje (Schupöhnen) an der Regionalstraße 27A-012 (ex A192) nach Nisowka (Nadrau). Eine Bahnanbindung besteht nicht.

## Geschichte
Das einstmals Radnicken genannte zu Grünhoff (heute russisch: Roschtschino) gehörende Vorwerk Radnicken wurde im Jahre 1379 gegründet und kam 1874 zum neu errichteten Amtsbezirk Woytnicken (russisch: Wolodino, nicht mehr existent) im Landkreis Fischhausen (1939 bis 1945 Landkreis Samland) im Regierungsbezirk Königsberg der preußischen Provinz Ostpreußen. Erst am 7. Oktober 1910 wurde der Gutsbezirk Radnicken (Vorwerk Radnicken und Abbau Kupzau) aus dem Gutsbezirk Grünhoff heraus gebildet, der am 1. Dezember 1910 91 Einwohner zählt. Bereits am 30. September 1928 verlor der Gutsbezirk Radnicken seine Eigenständigkeit wieder, als er in die Landgemeinde Eisliethen (nicht mehr existent) eingegliedert wurde.
Infolge des Zweiten Weltkrieges kam das nördliche Ostpreußen und mit ihm Radnicken zur Sowjetunion. Der Ort erhielt im Jahr 1947 die russische Bezeichnung Rodnicki und wurde gleichzeitig dem Dorfsowjet Romanowski selski Sowet im Rajon Primorsk zugeordnet. Später gelangte der Ort in den Wischnjowski selski Sowet. Von 2005 bis 2015 gehörte Rodnicki zur Landgemeinde Kowrowskoje selskoje posselenije und seither zum Stadtkreis Selenogradsk.

## Kirche
Mit seiner fast ausnahmslos evangelischen Bevölkerung war Radnicken vor 1945 in das Kirchspiel der Dorfkirche Pobethen (heute russisch: Romanowo) eingepfarrt. Es gehörte zum Kirchenkreis Fischhausen (Primorsk) innerhalb der Kirchenprovinz Ostpreußen der Kirche der Altpreußischen Union. Heute liegt Rodniki im Einzugsbereich der neu entstandenen evangelisch-lutherischen Gemeinde in Selenogradsk (Cranz), einer Filialgemeinde der Auferstehungskirche in Kaliningrad (Königsberg) in der Propstei Kaliningrad der Evangelisch-Lutherischen Kirche Europäisches Russland.